# 罗克图瓦尔
罗克图瓦尔（法語：Roquetoire，法語發音：[ʁɔktwaʁ]）是法国上法蘭西大區加来海峡省的一个市镇，属于圣奥梅尔区。

## 地理
罗克图瓦尔（50°40'14"N, 2°20'32"E）面积10.71 平方千米，位于法国上法蘭西大區加来海峡省，该省份为法国北部沿海省份，西北濒北海，南至索姆省，东临北部省。
与罗克图瓦尔接壤的市镇（或旧市镇、城区）包括：基耶斯泰德、布拉兰盖姆、利斯河畔艾尔、埃克、拉坎盖姆、圣奥古斯坦、维特。

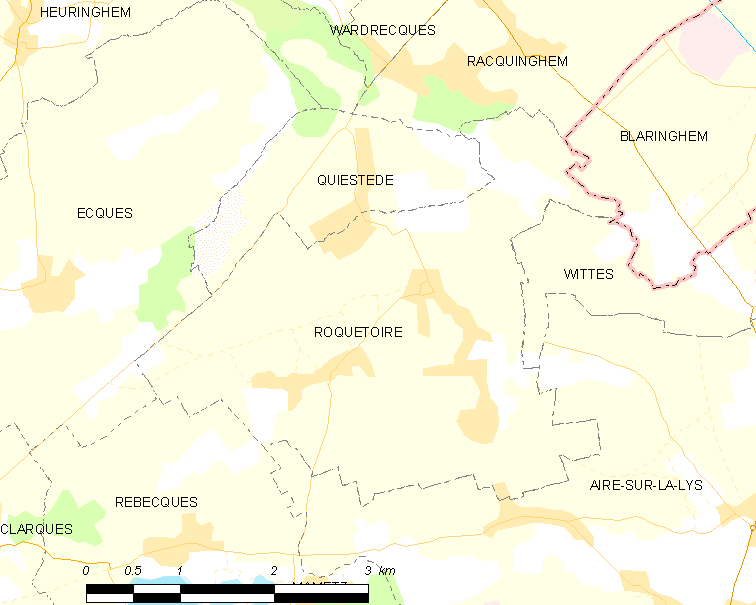
罗克图瓦尔的OSM定位图

罗克图瓦尔的时区为UTC+01:00、UTC+02:00（夏令时）。

## 行政
罗克图瓦尔的邮政编码为62120，INSEE市镇编码为62721。

## 政治
罗克图瓦尔所属的省级选区为利斯河畔艾尔县。

## 人口

1962-2008年间罗克图瓦尔人口变化图示

罗克图瓦尔于2022年1月1日时的人口数量为1967人。